# Skoven (dokumentarfilm fra 1942)
|  | Denne artikel er oprettet af botten Steenthbot ud fra en ekstern database. Den kan derfor have sproglige fejl eller mangler. Denne skabelon kan fjernes efter kontrol af indholdet. |

 For alternative betydninger, se Skoven. (Se også artikler, som begynder med Skoven)
Skoven er en dansk dokumentarfilm fra 1942 instrueret af Theodor Christensen efter eget manuskript.

## Handling
Filmen giver et indtryk af arbejdet i skovene - bl.a. med nyplantning og fældning - og viser, hvor vigtig skovbrug er for beskæftigelsen.